# Zvonko Strmac
Zvonko (Zvonimir) Strmac (Beč, Austrija, 11. listopada 1918. – Zagreb, Hrvatska, 30. ožujka 1996.) bio je hrvatski filmski i televizijski glumac.

## Filmografija

### Televizijske uloge
- Leo i Brigita kao Alojz, 1989.
- Trgovci i ljubavnici, 1986.
- Kiklop, 1983.
- Čovjek od riječi, 1983.
- Poglavlje iz zivota Augusta Šenoe, 1981.
- Reakcionari, 1975.
- Agent iz Vaduza, 1968.
- Cintek, 1967.
- Autobiografija utopljenice, 1964.
- Doktor Knok, 1964.
- Nokturno u Grand hotelu, 1964.
- Jedna od onih godina, 1963.

### Filmske uloge
- Kontesa Dora, 1993.
- Krvopijci kao psihijatar, 1989. (horor-komedija)
- Proljeće Janka Potlačeka kao konobar, 1988.
- Glembajevi, 1988.
- Olujna noć, 1987.
- Visoki napon kao inženjer Balaš, 1981.
- Tajna Nikole Tesle, 1980.
- Usporeno kretanje, 1979.
- Ljubica kao psiholog, 1978.
- Akcija stadion, 1977.
- Seljačka buna 1573., 1975.
- Timon, 1973.
- Put u raj (1970.)
- Goli čovik kao liječnik Matino, 1968.
- Abeceda straha kao inkasator, 1961.
- Jubilej gospodina Ikla kao Florijan Krkač, 1955.

## Televizijske serije
- Neuništivi, 1990.
- Putovanje u Vučjak kao Schwartz, 1986.
- Kiklop, 1983.
- Nepokoreni grad, 1982.
- Anno domini 1573, 1979.
- Mačak pod šljemom, 1978.
- Nikola Tesla, 1977.